# عقوبة الإعدام في الدنمارك

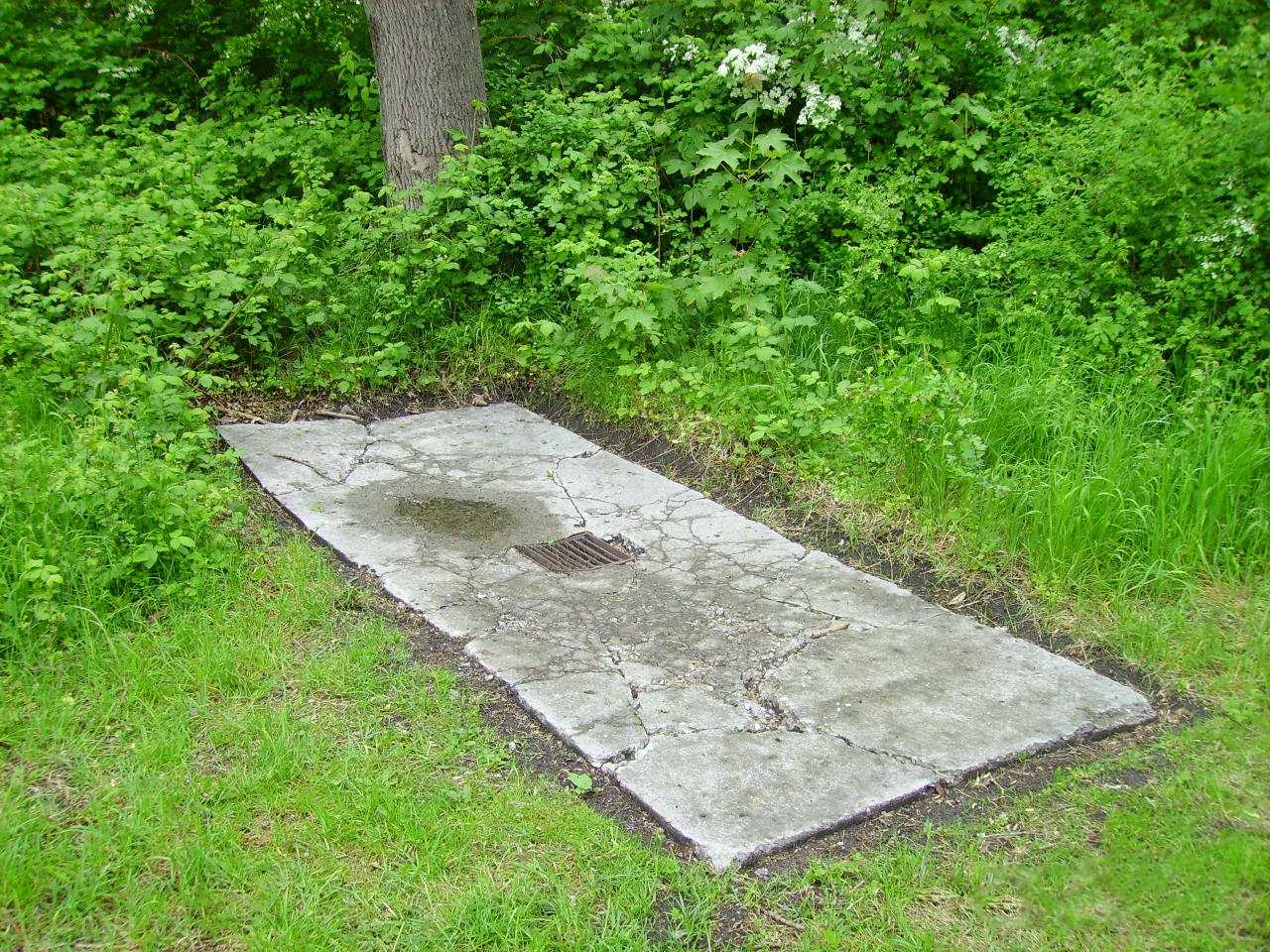
الأساس والصرف لسقيفة الإعدام في كريستيانشافن، كوبنهاغن في الفترة من 1946 إلى 1950

أُلغيت عقوبة الإعدام في الدنمارك في عام 1930، ولم يكن قد نُفذ أي حكم بالإعدام منذ عام 1892 عندما أُعيد العمل بعقوبة الإعدام في الفترة من 1945 إلى 1950 بهدف إعدام عملاء النازية. أُنهيت عقوبة الإعدام في معظم حالات جرائم الحرب بشكل قانوني في عام 1978 (وفي كل الحالات منذ 1 يناير 1994)، ونُفذ آخر إعدام في يونيو 1950.
لا يدعم أي حزب سياسي في البرلمان إعادة العمل بعقوبة الإعدام حاليًا. وفقًا لاستطلاع للرأي أُجري عام 2006، أيّد خمس الدنماركيين تنفيذ عقوبة الإعدام في جرائم معينة. لم يتغير هذا الرقم مقارنةً باستطلاع أقدم جرى في عام 1999.

## عبر التاريخ حتى عام 1945
اتبعت الدنمارك لمعظم الوقت أسلوب الدول الأوروبية الأخرى، فوظفت الحكومة منفذي عقوبة الإعدام، واسمهم في الدنمارك «الجلادون». شغل منفذ الإعدام منصب موظف حكومي ملكي.
في عام 1751، نُفذ آخر إعدام معروف في جريمة مواقعة الحيوان في الدنمارك.
أُعدم المزارع أندرس نيلسن في لولاند «زيلاند» بقطع الرأس في عام 1882، وكان ذلك آخر إعدام علني. أثار مشهد الإعدام دعوات لإلغاء عقوبة الإعدام، ولا سيما أن منفذ الإعدام ينس سيستروب اضطر إلى التلويح بفأسه عدة مرات لإتمام المهمة.
جرى آخر إعدام قبل عام 1946 في 8 نوفمبر 1892 في فناء سجن ولاية هورسنز. زُعم أن ينس نيلسن، الذي حُكم عليه بالسجن مدة طويلة بتهمة الإحراق المتعمد، كان راغبًا في الانتحار لذا تسبّب بالإعدام لنفسه عمدًا، عن طريق محاولة قتل حارس في السجن ثلاث مرات. وأُعدم بقطع رأسه بالفأس على يد سيستروب تلوَ محاولة القتل الثالثة.
آخر موظف منفذ للإعدام في الدنمارك هو كارل بيتر هيرمان كريستنسن، الذي شغل المنصب من 27 أغسطس 1906 حتى 1 أبريل 1926 دون أن ينفذ أي عملية إعدام.
بدءًا من العقد الأول في القرن التاسع عشر، خُففت عقوبة الإعدام إلى السجن المؤبد بشكل متزايد من قبل العرش. بعد عام 1892، صدرت أحكام بالإعدام دون أن تُنفذ. وانطبق هذا على آخر حكم إعدام صدر قبل عام 1945 في محكمة مدنية في 13 يونيو 1928.
في 1 يناير 1933، ألغت الدنمارك عقوبات الإعدام في القانون الجنائي القديم حين دخل القانون الجنائي الجديد تلقائيًا حيز التنفيذ، والذي حل محل القانون القديم بالكامل اعتبارًا من 10 فبراير 1866. ومع ذلك، بقيت عقوبة الإعدام خيارًا قائمًا في القانون العسكري.

## 1945 – 1950
بين عامي 1945 و1947، سُنت ثلاثة قوانين خاصة لإعادة عقوبة الإعدام إلى القانون الجنائي بهدف التصدي للجرائم المرتكبة في أثناء احتلال الدنمارك. كانت هذه القوانين ذات أثر رجعي وشكّلت جزءًا من عمليات التطهير بهدف إرضاء الرأي العام الذي طالب بعقوبات صارمة على الجناة في زمن الحرب، ولا سيما بعض المخبرين وأفراد شرطة هيبو (الشرطة المساعدة) والغيستابو (شرطة الدولة السرية) المسؤولين عن جرائم القتل الوحشية والتعذيب.
حُكم على نحو 13500 شخص بأنهم عملاء أو مخبرون أو خونة بموجب هذه القوانين. قُتل نحو 400 شخص، معظمهم في أعمال انتقامية خارج نطاق القانون. حُكم على 76 شخصًا رسميًا بالإعدام؛ نُفذت 46 عملية إعدام، وعُفي عن الثلاثين الآخرين. نُفذت الأحكام من قبل فرق إطلاق النار المؤلفة من عشرة من أفراد الشرطة المتطوعين، إما في مزرعة أوندالسلند بالقرب من فيبورغ (17) أو في حقول التدريب العسكري في مارغريتهولم في كريستيانشافن بكوبنهاغن (29). منطقة الإعدام الأخيرة موجودة اليوم داخل كريستيانيا، على النتوء الثاني من المتراس الخارجي، وما زال من الممكن رؤية أرضية خرسانية ومصرف عند الإحداثيات 55.679871 درجة شمالًا و12.61363 درجة شرقًا. آخر شخص أُعدم في الدنمارك هو إب بيركيدال هانسن رميًا بالرصاص في 20 يوليو 1950.

### الخلفية السياسية حتى فترة التطهير بعد الحرب العالمية الثانية
في عام 1943، أصدر مجلس الحرية الدنماركي السري أفكاره حول عودة الدنمارك إلى الديمقراطية بعد الحرب. ومن بين مطالبهم آنذاك، محاكمة مجرمي الحرب والمسؤولين عن انتهاك النظام القانوني في الدنمارك والتعدي على استقلالها. أيد المجلس التشريعات ذات الأثر الرجعي إلا أنه عارض بعد ذلك عقوبة الإعدام.
قبل استسلام ألمانيا بفترة قصيرة، عمل مجلس الحرية مع لجنة سرية من المحامين لوضع اقتراح لقانون جرائم الحرب يتضمن عقوبة الإعدام. عيّن رئيس الوزراء لجنة أخرى مؤلفة من موظفين مدنيين وقضاة. دُمج هذان الاقتراحان في مشروع قانون لاحق. كانت نقطة الاختلاف الرئيسية حول ما إذا كان الأثر الرجعي للقانون سيرجع إلى 29 أغسطس 1943 فقط، أي إلى حين استقالة الحكومة الدنماركية، أو إلى 9 أبريل 1940، أي إلى بدء الاحتلال. حصلت حركة المقاومة على ما أرادت وأُقر الخيار الأخير.
قُدم مشروع الملحق الأول للقانون الجنائي أمام البرلمان في الفترة من 26 إلى 30 مايو 1945، أي بعد ثلاثة أسابيع فقط من التحرير في 5 مايو. صوت 127 فردًا من أعضاء البرلمان الدنماركي لصالح القانون، وامتنع 5 أعضاء من حزب العدالة عن التصويت معارضةً لعقوبة الإعدام، وغاب 19 عضوًا عن التصويت. في 31 مايو، أيد مجلس الشيوخ القانون بأغلبية 67 صوتًا مقابل صوت واحد رافض و8 أصوات غائبة. ومن بين المعارضين، ج.ك. جنسن من الحزب الليبرالي الراديكالي، وأولوف بيدرسن من حزب العدالة. اقترح بيدرسن تعديلاً من شأنه تأجيل عمليات الإعدام إلى أن يؤكد استفتاء شعبي القانونَ الجديد، فتلقى تهديدات من مقاتلي المقاومة السابقين. السياسي الوحيد الذي غامر بالإدلاء بصوته الرافض هو المتحدث باسم مجلس الشيوخ إينجيبورج هانسن.
أعرب ك.ك. ستانكي، وهو محامٍ من حزب الاشتراكيين الديمقراطيين، عن وجهة النظر العامة بقوله:
«لو ادعى أي شخص في عام 1939 أنني بعد ست سنين من ذلك الوقت سوف أؤيد مشروع قانون ذي أثر رجعي بشأن عقوبة الإعدام، ما كنت لأظنه عاقلًا. لكن منذ ذاك الحين، حدثت بربرية وفوضى، وانتُهك الوضع القانوني الطبيعي بشدة، ولذلك أشعر بأني أشد ارتباطًا بالضمير العام الذي أُسيء إليه بشدة مما لو كان الوضع طبيعيًا. يجب أن نتعامل مع هؤلاء المجرمين لا شهوةً بالثأر، بل لنعود بسرعة إلى الوضع الطبيعي».
كان التطهير موضع جدل واسع بعد الحرب العالمية الثانية، والسبب الجزئي لذلك هو أن الحكم على المخالفات الصغيرة جرى بشكل أسرع وبصورة أشد بشكل عام مقارنةً بالمحاكمات المتعلقة بالجرائم الكبرى التي استمرت مدةً أطول مع هدأة الحالة المزاجية بعد انتهاء الحرب. وُجه انتقاد آخر للقانون وهو أنه ذو أثر الرجعي. على الجانب الآخر، جادل مؤيدو القانون في عام 1945 بأنه إن لم تُنفذ عقوبة الإعدام مجددًا، فإن مجرمي الحرب سيخضعون لعدالة الغوغاء أو للإعدام دون محاكمات. وفقًا لاستطلاع للرأي عام 1945، أيد نحو 90% من السكان عقوبة الإعدام بحق مجرمي الحرب.
وُثقت هذه الخلفيات بعمق على يد المؤرخ ديتليتف تام.

## بعد عام 1950
في عام 1952، عُدلت أحكام القانون الجنائي لفترة ما بعد الحرب بهدف تجنب الحاجة للتعديلات القانونية ذات الأثر الرجعي إذا تعرضت الدنمارك للاحتلال الأجنبي مجددًا. احتفظت التعديلات بعقوبة الإعدام على الجرائم المرتكبة بدرجة معينة من السوء أثناء الحرب (القتل، والخيانة، والإدانة، وتقتصر على الجناة الذين تجاوزوا سن 21 عامًا). أُلغي هذا الأساس القانوني لعمليات الإعدام المدنية في عام 1978، وأُلغيت عقوبة الإعدام في القانون العسكري في نفس الوقت. لم يصدر أي حكم بالإعدام بعد عام 1950. ظلت عقوبة الإعدام مذكورة في نص القانون، ومع ذلك، اتفق البرلمان في 22 ديسمبر 1993 على تعديل جديد يؤكد إزالة عقوبة الإعدام من جميع القوانين الدنماركية اعتبارًا من 1 يناير 1994. أظهرت الاستطلاعات اللاحقة تفاوتًا في دعم إعادة تطبيق عقوبة الإعدام، وتصل نسبة الداعمين عمومًا إلى خمس السكان أو ربعهم. لا تؤيد أي جهة فاعلة سياسية رئيسة إعادة تطبيق عقوبة الإعدام.